# Indicatif régional 641

Carte de l'État de l'Iowa avec les territoires de ses indicatifs régionaux. L'indicatif régional 641 est en rouge.

L'indicatif régional 641 est l'un des indicatifs téléphoniques régionaux de l'État de l'Iowa aux États-Unis. Cet indicatif couvre un territoire situé au centre de l'État.
La carte ci-contre indique en rouge le territoire couvert par l'indicatif 641.
L'indicatif régional 641 fait partie du plan de numérotation nord-américain.

## Principales villes desservies par l'indicatif
- Mason City
- Ottumwa